# Сергиевское Первое
Се́ргиевское Пе́рвое, 1-е Сергиевское — село  в Краснинском районе Липецкой области России. Входит в состав Ищеинского сельсовета.

## Название
Прежде называлось Кра́сным Ве́рхом (см. также Жаркий Верх). Между 1705 и 1724 годами здесь была построена Сергиевская церковь, после чего название стало меняться на Сергиевское.

## География
Село находится в северо-западной части Липецкой области, в лесостепной зоне, на правом берегу реки Красивая Меча, при впадении в неё реки Семенек.

### Климат
Климат характеризуются как умеренно континентальный, с умеренно холодной продолжительной зимой и тёплым летом. Средняя температура воздуха самого холодного месяца (января) — −9,5 °C; самого тёплого месяца (июля) — 19 °C. Вегетационный период длится в среднем 180 дней. Среднегодовое количество атмосферных осадков варьирует в пределах от 500 до 531 мм, из которых около 70 % выпадает в тёплый период в виде дождя.

## История
Возникло в XVII веке. 
В 1769 году группа крестьян села из-за малоземелья перешла в Воронежскую губернию и основала там село Каменно-Верховка.
В 1885 году церковь Сергия Радонежского была возведена в камне; сегодня это .
В апреле 1978 года в селом объединена д. Бродово

### Административно-территориальная принадлежность
До упразднения уездно-губернского деления входило в состав
В советские и постсоветского годы возглавляла
Сергиевский сельсовет, упразднённый в 2011 году. В соответствии с Законом Липецкой области от 18.08.2011 года №534-ОЗ включена в  состав Ищеинского сельсовета.

## Население
| 2010 |
| ---- |
| 264  |

## Инфраструктура
Личное подсобное хозяйство с зоной сельскохозяйственного использования, индивидуальная застройка усадебного типа.
Сергиевский дом культуры, Сергиевская гидроэлектростанция.

## Транспорт
Связано с районным центром селом Красным прямой автомобильной дорогой (через село Ищеино). Остановка общественного транспорта «Сергиевское Первое». 